# Éleusine
Eleusine coracana
Espèce
Statut de conservation UICN

 LC  : Préoccupation mineure

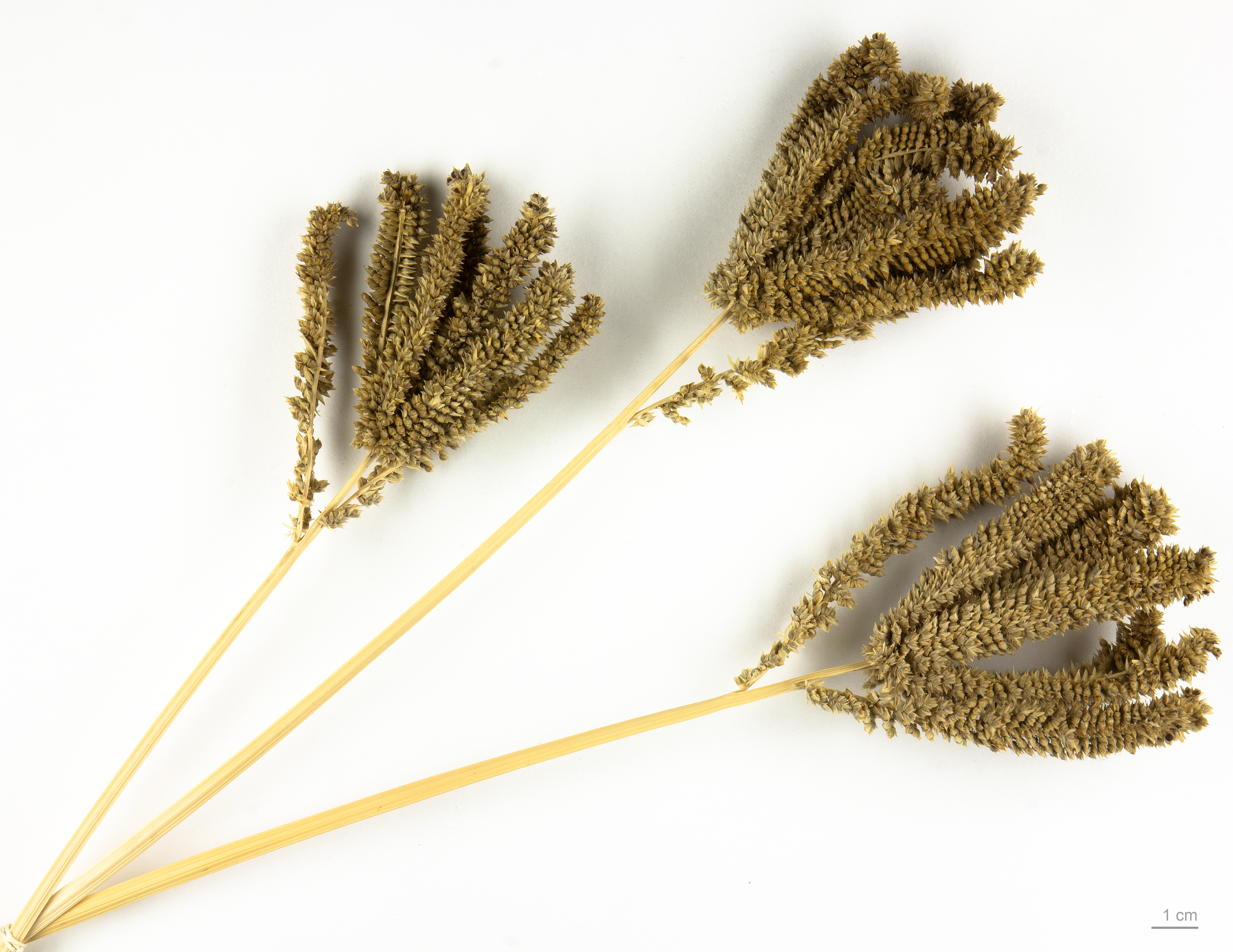
Eleusine coracana - Muséum de Toulouse

L’éleusine, Eleusine coracana, est une espèce de plantes à fleurs monocotylédones de la famille des Poaceae (ou graminées), sous-famille des Chloridoideae, originaire d'Afrique.
C'est une plante herbacée annuelle cultivée comme céréale secondaire pour ses graines comestibles. Elle est l'objet d'une culture vivrière en Afrique centrale et orientale.
C'est également une mauvaise herbe des cultures, notamment en Afrique australe et en Amérique du Nord.
Ses noms vernaculaires sont éleusine, coracan, mil rouge, mil africain, ragi (Inde)…

## Description

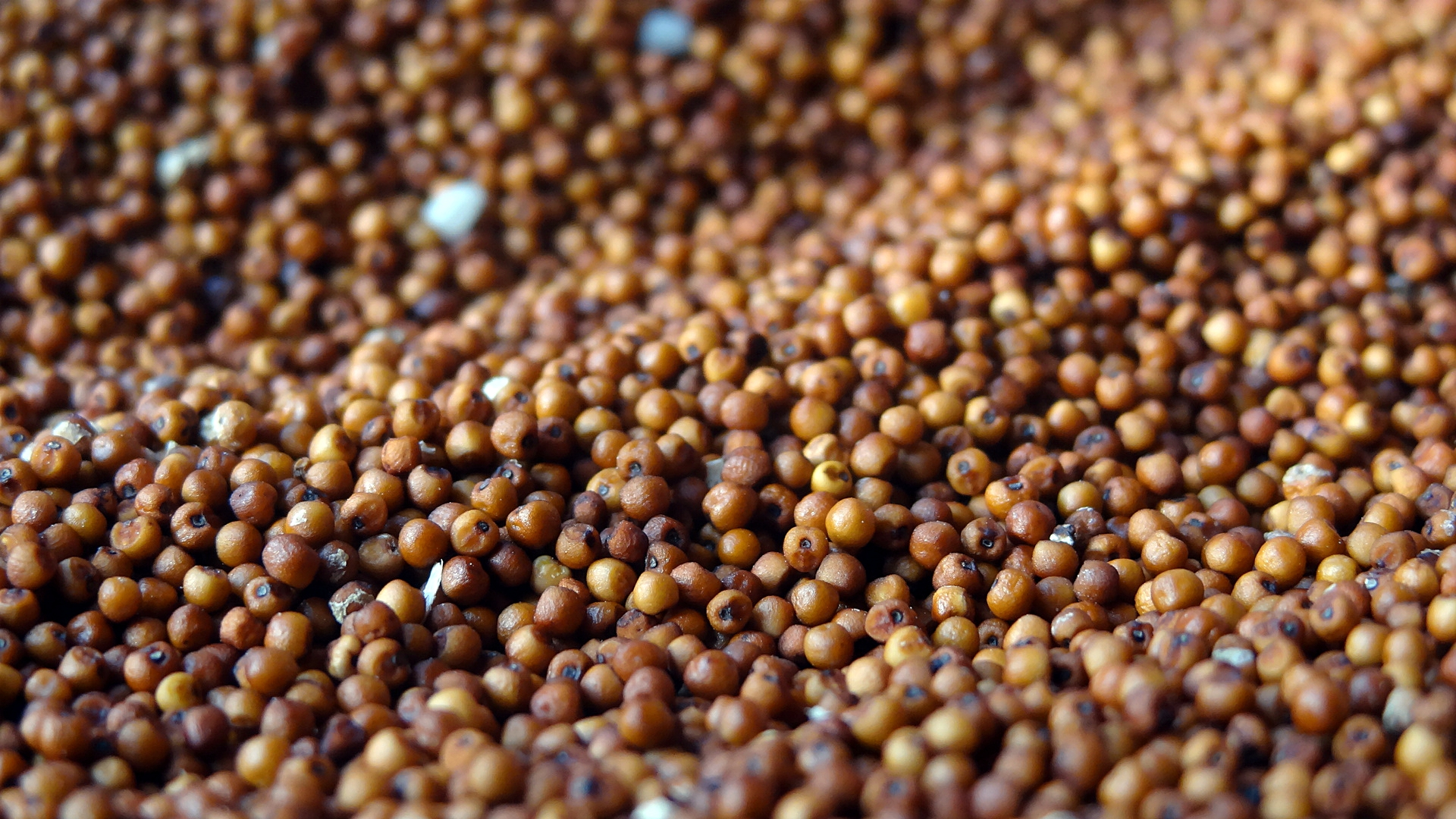
Graines.

L'éleusine est une plante herbacée annuelle qui pousse en touffes denses, aux tiges dressées qui peuvent atteindre de 60 cm à deux mètres de haut.
Les tiges sont comprimées et entourées par les gaines foliaires velues. La ligule (appendice séparant la gaine du limbe de la feuille) est formée d'une frange de poils courts. Le limbe, qui peut atteindre 60 cm de long, est replié vers le haut le long de la nervure médiane.
L'inflorescence est une panicule à ramification digitée constituée de 4 à 7 épis denses de 5 à 15 cm de long.
Les épillets fertiles sont sessiles et comprennent de 3 à 9 fleurs fertiles. Les glumes supérieures et inférieures (bractées entourant les fleurs) sont inégales, la glume inférieure, longue de 2 à 5 mm, compte de 1 à 3 nervures. La glume supérieure, longue de 3,5 mm, compte de 5 à 7 nervures. La lemme (bractée extérieure entourant la fleur dans un épillet) des fleurs fertiles mesure 4 mm de long et a une forme lancéolée, aiguë à l'extrémité et compte trois nervures. Les fleurs stériles ressemblent aux fleurs fertiles, mais sont incomplètement développées. Les fleurs présentent deux lodicules cunéiformes charnues à la base des étamines.
Les fruits (ou « graines ») sont des caryopses ovoïdes de 1,5 à 2,5 mm de long, de couleur brun foncé, libres à maturité (glumes non adhérentes).
Il existe deux grands types d'éleusine, le type africain des montagnes, à épis plus longs et à caryopses enveloppés dans de grandes glumes, et le type afro-asiatique, à épis plus courts et plus épais, et à caryopses nus à maturité (glumes courtes).

## Histoire
L'origine de cette espèce semble se situer en Ouganda. Elle a été introduite en Inde dès l'époque pré-aryenne, il y a plus de 3 000 ans. On a longtemps cru qu'elle était originaire de l'Inde, où existe une espèce voisine, l'éleusine des Indes (Eleusine indica), non cultivée.
L'éleusine était connue en Égypte avant l'ère chrétienne et fut introduite en Europe par les Romains, mais sa culture y est toujours restée très limitée.

## Distribution

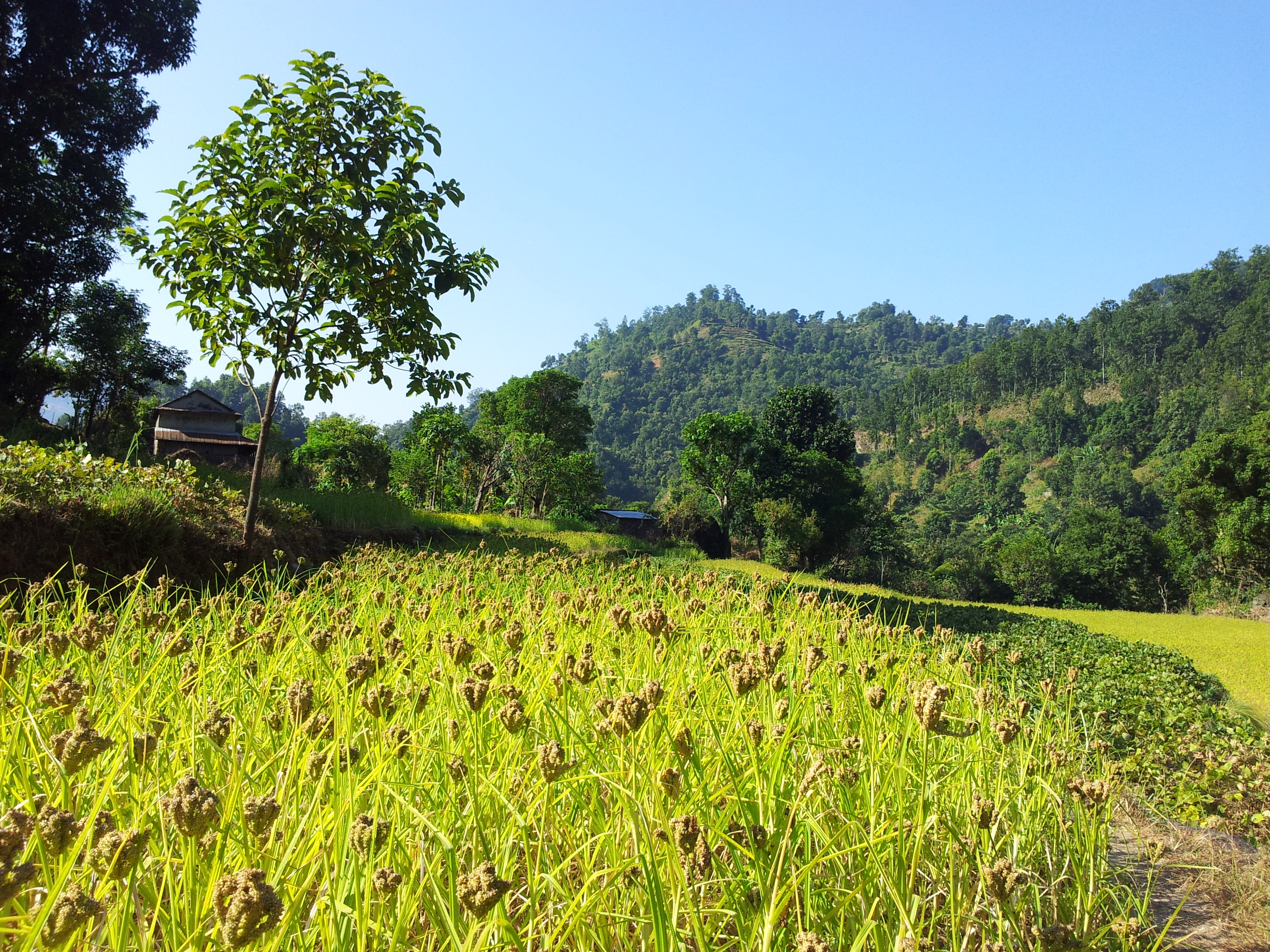
Éleusine dans les collines du Népal (Lamjung).

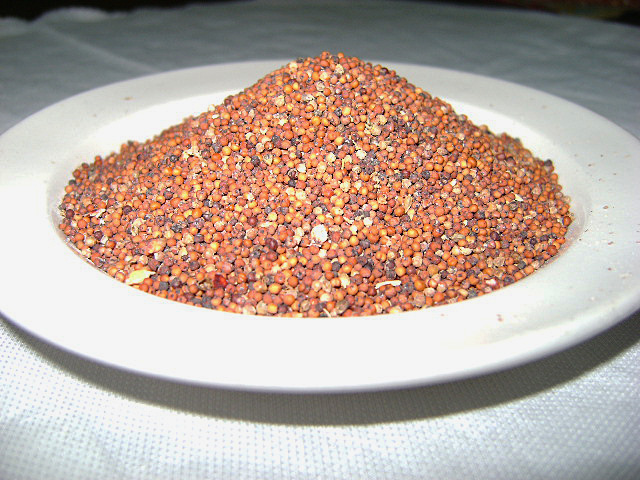
Éleusine du Burundi.

Aujourd'hui cette espèce est cultivée dans toutes les zones semi-arides d'Afrique et du sous-continent indien. Elle s'adapte en montagne à des altitudes assez élevées (jusqu'à 2 000 m).

## Utilisation
Concernant l'alimentation humaine c'est une céréale importante dans certaines régions d'Afrique, notamment en Ouganda, en Zambie ou au Tchad, et également en Inde, Sri-Lanka et au Népal.
Elle se consomme sous diverses formes après avoir été réduite en farine : bouillies, galettes, etc.
Après germination, elle sert aussi à préparer une bière.
Elle sert en alimentation animale sous forme de graines et fourrage.

## Taxinomie
L'espèce Eleusine coracana fut décrite en premier par le botaniste allemand Joseph Gaertner et publiée en 1788 dans son traité de botanique, De Fructibus et Seminibus Plantarum.

### Synonymes
Selon Catalogue of Life (5 janvier 2016) :
- Cynodon coracanus Raspail,
- Cynosurus coracanus L.,
- Eleusine cerealis Salisb., nom. superfl.,
- Eleusine coracana var. stricta (Roxb.) Nees,
- Eleusine coracana var. tocussa (Fresen.) Franch.,
- Eleusine dagussa Schimp.,
- Eleusine indica var. coracana (L.) Fiori,
- Eleusine indica subsp. coracana (L.) Lye,
- Eleusine indica var. stricta (Roxb.) Chiov.,
- Eleusine luco Welw., nom. nud.,
- Eleusine ovalis Ehrenb. ex Sweet, nom. nud.,
- Eleusine pilosa Gilli,
- Eleusine reniformis Divak.,
- Eleusine rigida Spreng.,
- Eleusine sphaerosperma Stokes, nom. superfl.,
- Eleusine stricta Roxb.,
- Eleusine tocussa Fresen.,
- Eleusine tocussa' var. erytroleuca Chiov.,
- Eleusine tocussa var. erytromelana Chiov.,
- Eleusine tocussa var. flavocarpa Chiov.,
- Eleusine tocussa var. leucocarpa Chiov.,
- Eleusine tocussa var. melanocarpa Chiov.,
- Eleusine tocussa var. olivacea Chiov.

### Liste des sous-espèces
Il existe deux sous-espèces d'éleusine, une forme sauvage, Eleusine coracana subsp. africana, qui ressemble à l'éleusine des Indes  (Eleusine indica) avec laquelle elle peut être confondue (mais cette dernière a des épillets plus petits et des grains de forme oblongue et non pas arrondie), et une forme cultivée, Eleusine coracana subsp. coracana qui dérive de la forme sauvage.

## Liste des sous-espèces et variétés
Selon Tropicos (2 avril 2018) (Attention liste brute contenant possiblement des synonymes) :
- sous-espèces :
  - Eleusine coracana subsp. africana (Kenn.-O'Byrne) Hilu & de Wet
  - Eleusine coracana subsp. coracana
- variétés :
  - Eleusine coracana var. alba Körn.
  - Eleusine coracana var. atra Körn.
  - Eleusine coracana var. coracana
  - Eleusine coracana var. fusca Körn.
  - Eleusine coracana var. stricta (Roxb.) Nees
  - Eleusine coracana var. tocussa (Fresen.) Franch.